# Györgytarló
Györgytarló község Borsod-Abaúj-Zemplén vármegye Sárospataki járásában.

## Fekvése
A Bodrogközben, a Tisza jobb parti oldalán fekszik, Miskolctól közúton 95 kilométerre keletre. A környező települések közül Kenézlő 8, Bodroghalom és Tiszakarád 18-18, Tiszacsermely 19 kilométerre található, a legközelebbi város a szintén 19 kilométerre fekvő Sárospatak. Hivatalosan a községnek nincs Tisza-partja, de a folyó a település központjától alig több mint 2 kilométerre húzódik.

### Megközelítése
A vízitúra-útvonalakat leszámítva csak közúton közelíthető meg, Sárospatak vagy Kenézlő felől a 3811-es úton. Határszélét nyugaton érinti még a 3803-as út is.
Közösségi közlekedéssel a sárospataki vasútállomástól közelíthető meg, a 3882-es buszjárattal.

## Története
1954-ben vált külön Sárospataktól.
Györgytarló község a Bodrogközben terül el.  A település Lorántffy Zsuzsanna révén került a Rákóczi család birtokába. A Református Kollégium és a város fejlesztésének fedezetét a Rákóczi birtokok – a mai györgytarló és környéke - nyújtották, és mezőgazdasági termékekkel látták el a pataki diákságot. E területet a fejedelemasszony a Kollégiumnak adományozta, ezért sokáig főiskolai birtokként tartották számon. A falu nevében I. Rákóczi György emlékét őrzi. 1948-49-ben létrejött a Bodrogközi állami gazdaság, a gyümölcstermesztés sok embernek nyújtott munkalehetőséget. A falu fejlődése felgyorsult. Jelentős épületei a Nagygyörgytarlón található kúria maradványai, Széchenyi Szivattyútelep – Tiltó, Reformátustemplom, Katolikus-templom, a II. világháború áldozatainak emlékműve, Lorántffy Zsuzsanna Művelődési Központ, Faluház, Orvosi Rendelő, Vajdácskai Általános Iskola és Óvoda Györgytarló Telephelye.(mostani nevén) 
1989-ben megkezdődött a Lorántffy Zsuzsanna általános Művelődési Központ fokozatos kiépítése. Az új szárnyban kapott helyet a faluház, és a tornaterem. 1992-ben itt helyezték el a könyvtárat is.

## Közélete

### Polgármesterei
- 1990–1994: Gombos Béla (független)[3]
- 1994–1998: Gombos Béla (független)[4]
- 1998–1999: Gombos Béla (független)[5]
- 2000–2002: Gombos Béla (független)[6][7]
- 2002–2006: Oláh István (független)[8]
- 2006–2010: Oláh István (független)[9]
- 2010–2014: Oláh István (független)[10]
- 2014–2019: Oláh István (független)[11]
- 2019–2024: Oláh István (független)[12]
- 2024– : Oláh István (független)[1]

A településen 2000. március 26-án időközi polgármester-választást (és képviselő-testületi választást) tartottak, az előző képviselő-testület önfeloszlatása miatt. A korábbi polgármester elindult a választáson és meg is tarthatta pozícióját.

## Népesség
A település népességének változása:
| Lakosok száma | 547  | 537  | 540  | 480  | 491  | 499  | 477  |
|               | 2013 | 2014 | 2015 | 2021 | 2022 | 2023 | 2024 |

2001-ben a település lakosságának 93%-a magyar, 7%-a cigány nemzetiségűnek vallotta magát.
A 2011-es népszámlálás során a lakosok 81,7%-a magyarnak, 11,2% cigánynak, 0,2% németnek mondta magát (18,2% nem válaszolt; a kettős identitások miatt a végösszeg nagyobb lehet 100%-nál). A vallási megoszlás a következő volt: római katolikus 29,7%, református 27,3%, görögkatolikus 12,2%, evangélikus 0,2%, felekezeten kívüli 6,8% (22,1% nem válaszolt).
2022-ben a lakosság 92,5%-a vallotta magát magyarnak, 14,3% cigánynak, 0,2% németnek (7,3% nem nyilatkozott; a kettős identitások miatt a végösszeg nagyobb lehet 100%-nál). Vallásuk szerint 26,9% volt római katolikus, 21,8% református, 8,8% görög katolikus, 1% egyéb keresztény, 12,6% felekezeten kívüli (28,3% nem válaszolt).

## Látnivalók
- Györgytarlói kastély - Kúria (klasszicizáló stílusú)
- Műemlék szivattyútelep
- II. Világháborús műemlék